# Parthenicus condensus
Parthenicus condensus är en insektsart som beskrevs av Knight 1968. Parthenicus condensus ingår i släktet Parthenicus och familjen ängsskinnbaggar. Inga underarter finns listade i Catalogue of Life.